# Шубин, Валерий Александрович
Валерий Александрович Шубин (род. 1 ноября 1949 г. в г. Касли Челябинской области) — советский и российский государственный деятель. Министр лесного хозяйства РСФСР (1990), председатель Комитета по лесу Министерства экологии и природных ресурсов РФ (1991), руководитель Федеральной службы лесного хозяйства (1992-2000).

## Биография
Валерий Шубин родился 1 ноября 1949 года в городе Касли Челябинской области.
В 1972 году окончил Уральский лесотехнический институт, получив специальность инженера лесного хозяйства. В 1997 году защитил диссертацию кандидата сельскохозяйственных наук. Профессиональную деятельность начал в 1972–1973 годах с должности помощника лесничего, а затем лесничего Каслинского мехлесхоза Челябинского управления лесного хозяйства в городе Касли. В период с 1973 по 1978 год занимал пост главного лесничего Каслинского лесокомбината. С 1978 по 1982 годы, работал главным лесничим и первым заместителем начальника Челябинского управления лесного хозяйства.
С 1982 по 1990 год возглавлял Челябинское управление лесного хозяйства и был генеральным директором Челябинского производственного лесохозяйственного и лесозаготовительного объединения. На протяжении 1990–2000 годов исполнял обязанности министра лесного хозяйства РСФСР, председателя Комитета по лесу Министерства экологии Российской Федерации, руководителя Федеральной службы лесного хозяйства России. В 2000–2001 годах являлся советником президента ОАО «Лесхозмаш» в Москве. С марта 2001 года - заместитель губернатора - руководитель постоянного представительства Челябинской области при Правительстве РФ.

## Награды
- Орден Почёта (1998 г.)
- Медаль «В память 850-летия Москвы» (1997 г.).